# Henry Carl Luckey
Henry Carl Luckey (* 22. November 1868 in East St. Louis, Illinois; † 31. Dezember 1956 in El Cerrito, Kalifornien) war ein US-amerikanischer Politiker. Zwischen 1935 und 1939 vertrat er den ersten Wahlbezirk des Bundesstaates Nebraska im US-Repräsentantenhaus.

## Werdegang
Im Jahr 1873 zog Henry Luckey mit seinen Eltern in das Platte County in Nebraska. Dort bewirtschafteten sie in der Nähe von Columbus eine Farm. Henry besuchte die öffentlichen Schulen seiner neuen Heimat und anschließend bis 1912 die University of Nebraska in Lincoln. In den Jahren 1914 und 1915 studierte er auch an der Columbia University in New York. Zwischenzeitlich war er in der Landwirtschaft tätig.
Obwohl er auch Jura studierte und als Rechtsanwalt zugelassen wurde, hat Henry Luckey nie als Jurist gearbeitet. Stattdessen stieg er zwischen 1917 und 1927 in das Immobilien- und Baugeschäft ein. Zwischen 1919 und 1925 war er auch Kurator des Midland College in Fremont.
Henry Luckey war Mitglied der Demokratischen Partei. Bei den Kongresswahlen des Jahres 1934 wurde er in das US-Repräsentantenhaus gewählt, wo er am 3. Januar 1935 John Morehead ablöste. Nachdem er im Jahr 1936 in seinem Amt bestätigt wurde, konnte er bis zum 3. Januar 1939 im Kongress verbleiben. Bei den Wahlen des Jahres 1938 wurde er aber nicht bestätigt. Ebenso erfolglos blieb eine neuerliche Kandidatur im Jahr 1940.
Nach dem Ende seiner Zeit im Kongress arbeitete Luckey bis 1946 wieder im Immobiliengeschäft und in der Landwirtschaft. Danach zog er sich in den Ruhestand zurück, den er im kalifornischen Richmond verbrachte. Er starb am 31. Dezember 1956 in seiner neuen Heimat Kalifornien.